# Ebersdorf b. Coburg
Ebersdorf b. Coburg (de la Ebersdorf bei Coburg, Ebersdorf de lângă (orașul) Coburg) este o comună aflată în districtul Coburg, landul Bavaria, Germania.